# Campionat de Zúric 2004
L'edició del 2004 fou la 89a del Campionat de Zuric. La cursa es disputà el 22 d'agost de 2004, amb final a Zúric, i amb un recorregut de 241 quilòmetres. El vencedor final fou el català Joan Antoni Flecha, que s'imposà per davant de Paolo Bettini i Jérôme Pineau.
Va ser la vuitena cursa de la Copa del Món de ciclisme de 2004.

## Classificació final
|     | Ciclista             | Equip                  | Temps      |
| --- | -------------------- | ---------------------- | ---------- |
| 1   | Joan Antoni Flecha   | Fassa Bortolo          | 6h 13' 30" |
| 2   | Paolo Bettini        | Quick Step-Davitamon   | m. t.      |
| 3   | Jérôme Pineau        | Brioches La Boulangère | m. t.      |
| 4   | Dmitri Fofónov       | Cofidis                | m. t.      |
| 5   | Michael Albasini     | Phonak Hearing Systems | m. t.      |
| 6   | Davide Rebellin      | Team Gerolsteiner      | m. t.      |
| DSQ | Michael Barry        | US Postal              | m. t.      |
| DSQ | George Hincapie      | US Postal              | m. t.      |
| 9   | Oscar Freire         | Rabobank               | m. t.      |
| 10  | Massimiliano Gentili | Domina Vacanze         | m. t.      |